# Polirricinoleato de poliglicerol
O polirricinoleato de poliglicerol (PGPR, E476) é um emulsificante artificial substituto da manteiga de cacau, usado para reduzir a viscosidade do chocolate. PGPR é utilizado pelos fabricantes de chocolate para diminuir os custos dos insumos básicos. Desde 2006, diversas indústrias, como a Hershey's e a Nestlé, fizeram uma mudança geral para incluir o PGPR em seus ingredientes, possivelmente para diminuir os custos da produção industrializada do chocolate.
Fabricantes de PGPR como Cargill, Lasenor, Danisco e Palsgaard indicam que ele pode ser utilizado para substituir a tradicional, mas mais cara, manteiga de cacau como ingrediente.
Entretanto, o estudo conduzido em 1996 por Andrew Waterhouse da Universidade da Califórnia que descobriu os fenóis (potentes antioxidantes) no chocolate  revelou também que esses antioxidantes vem da manteiga de cacau e do ácido esteárico que ela produz. Foi demonstrado que os fenóis preveniam o acúmulo do colesterol LDL (colesterol ruim) nas artérias.
Com a inclusão de PGPR no chocolate os efeitos antioxidantes presente em sua maior parte na manteiga de cacau são reduzidos fazendo do chocolate com esta composição um produto não saudável.